# Macrodasys thuscus
Macrodasys thuscus is een buikharige uit de familie Macrodasyidae. Het dier komt uit het geslacht Macrodasys. Macrodasys thuscus werd in 1973 voor het eerst wetenschappelijk beschreven door Luporini, Magagnini & Tongiorgi. 